# جیمز ای. کانتنر
جیمز ای. کانتنر (انگلیسی: James A. Contner؛ زادهٔ ۱۲ ژوئن ۱۹۴۷) تهیه‌کننده فیلم، فیلم‌بردار، کارگردان فیلم و تهیه‌کننده تلویزیونی اهل ایالات متحده آمریکا است. وی بین سال‌های ۱۹۷۲ تا ۲۰۰۹ میلادی فعالیت می‌کرد.
از فیلم‌ها یا مجموعه‌های تلویزیونی که وی در آن‌ها نقش داشته‌است، می‌توان به آنجل، بافی قاتل خون‌آشام‌ها، فایرفلای، پرونده‌های ایکس، پیشتازان فضا: انترپرایز و هجوم کوسه‌ها اشاره نمود.